# Suzuki DR 800 S Big
La Suzuki DR 800 S Big (chiamata anche DR Big 800 S o DR 800 S) è una motocicletta prodotta dalla casa motociclistica giapponese Suzuki dal 1990 al 1999.

## Storia

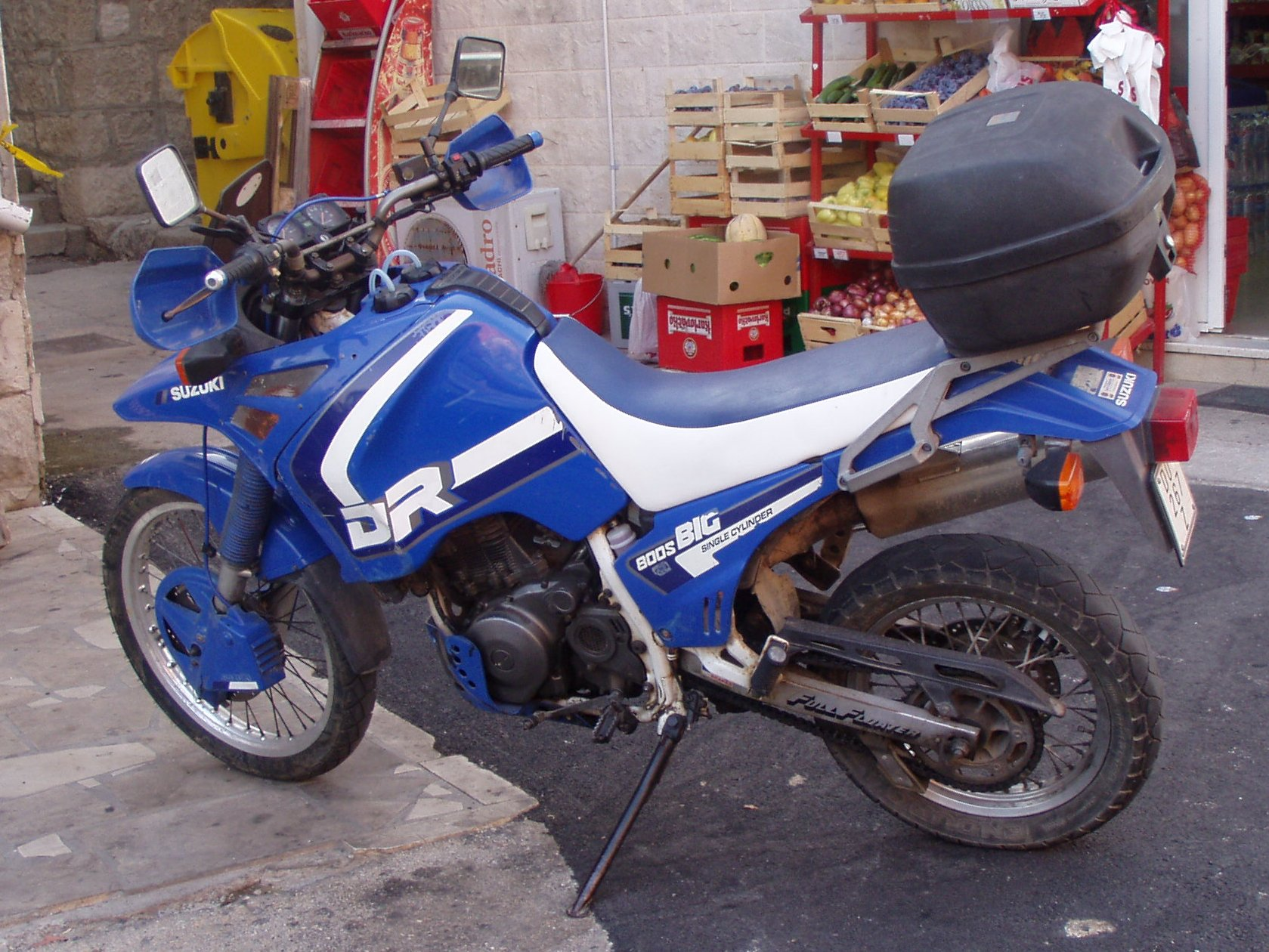
Retro

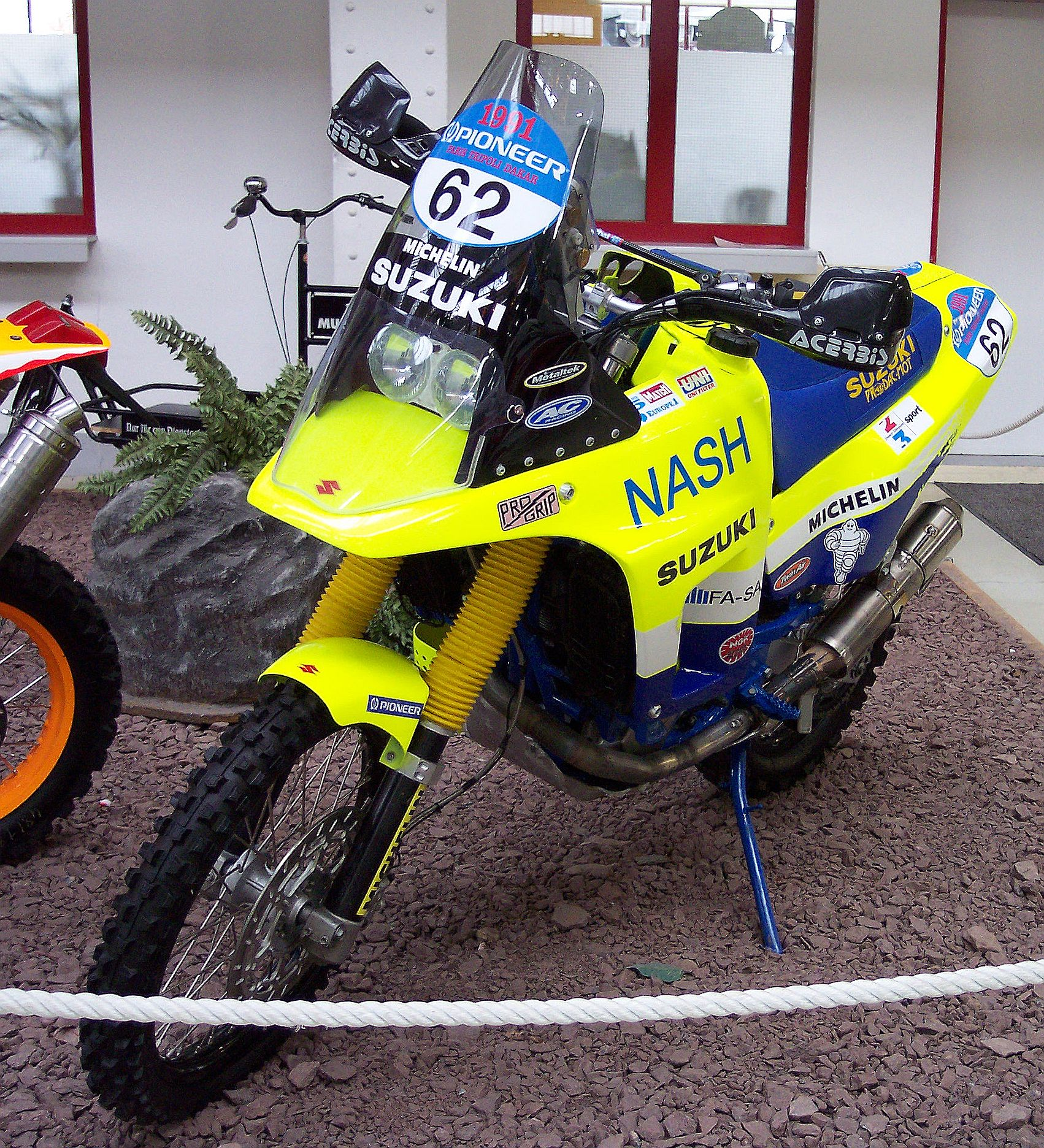
DR 800 Z usata alla Dakar Rally

La moto monta un motore monocilindrico a quattro tempi con sistema di raffreddamento SACS (Suzuki Advanced Cooling System) con raffreddato ad aria/olio disponibile nell'unica cilindrata di 779 cm³, che eroga 54 CV a 6600 giri e una coppia massima di 59 Nm a 5400 giri.
All'epoca al momento del lancio, era la moto di serie con il più grande propulsore con architettura monocilindrica, rimanendo tale anche in seguito.
Il motore è alimentato da due carburatori Mikuni coadiuvato da un sistema a doppia accensione elettronica a transistor "twin spark" con due candele, avente distribuzione SOHC con 4 valvole per cilindro azionati da catena e dotato di doppi contralberi di equilibratura per ridurre le forti vibrazioni tipiche dei motori monocilindrici, con lubrificazione a carter umido.
La trasmissione primaria avviene tramite ingranaggi e una frizione multidisco a bagno d'olio ad azionamento meccanico, coadiuvato da un cambio a cinque marce. La potenza viene trasmessa alla ruota posteriore tramite catena.
Il telaio è del tipo a doppia culla in acciaio a sezione quadrata.